# 코소보 축구 국가대표팀
코소보 축구 국가대표팀(알바니아어: Kombëtarja e futbollit të Kosovës)은 코소보를 대표하는 축구 국가대표팀으로 코소보 축구 연맹에서 관리·운영 중이다.

## 역사

### 독립 선언
2008년 2월 17일 코소보는 세르비아로부터 독립을 선언하면서 국제적 승인을 받고자 하였고 프랑스, 미국, 영국 등의 국가들은 코소보를 독립 국가로 인정했지만 세르비아, 러시아, 중국, 스페인 등은 코소보를 독립 국가로 인정하지 않았다.
2008년 5월 6일 코소보는 국제축구연맹(FIFA)에 회원국 가입 신청을 했지만 FIFA는 2008년 10월 스위스 취리히에서 열린 총회에서 "국제 사회에서 독립 국가로 인식되어 있는 경우에 한해서만 가입이 허용된다."고 명시된 FIFA 헌장 제10조에 어긋난다는 이유로 기각하였다. 
그러나 4년 후인 2012년 5월 22일 FIFA는 코소보를 FIFA 회원국으로 승인할 의사가 있다고 밝혔고 2014년 1월 14일 FIFA는 전체 FIFA 회원국 가운데 과거 유고슬라비아를 구성하던 국가인 세르비아, 슬로베니아, 크로아티아, 북마케도니아, 보스니아 헤르체고비나, 몬테네그로를 제외한 나머지 FIFA 회원국 대표팀이 코소보 대표팀과의 친선경기(A매치)를 치르는 것을 허용했다. 
다만 코소보와 경기를 할 때 코소보의 국기 게양과 코소보의 국가 연주 등을 하지 않는다는 조건을 내걸었으며 2014년 3월 5일 코소보 대표팀은 코소브스카미트로비차에서 열린 아이티와의 역사적인 첫 공식 A매치 홈 경기에서 0-0으로 비겼다. 
그 후 2016년 5월 3일 유럽 축구 연맹이 코소보의 가입을 승인하였으며 그로부터 열흘 후인 5월 13일 FIFA도 코소보의 가입을 정식 승인하면서 코소보는 UEFA 유럽 축구 선수권 대회 예선과 FIFA 월드컵 예선에 참가할 수 있게 되었다.

## 국제 대회 경력

### FIFA 월드컵
2018년 FIFA 월드컵 유럽 지역 예선을 통해 처음으로 국제 대회에 등장한 이후 조지아와의 2022년 FIFA 월드컵 유럽 지역 예선 B조 2차전에서 1-0으로 꺾고 월드컵 지역 예선 첫 승을 챙겼다. 

### UEFA 유럽 축구 선수권 대회
UEFA 유로 2020 예선을 통해 유로 대회 예선에 처음으로 모습을 드러내자마자 3승 2무 4패·A조 3위로 플레이오프에 진출하는 돌풍을 일으키며 코소보 축구 역사상 유로 대회 예선 역대 최고 성적을 남겼다.

### UEFA 네이션스리그

#### 2018-19년 리그 D
UEFA 네이션스리그 초대 대회인 2018-19 시즌 리그 D 3조에서 아제르바이잔, 페로 제도, 몰타를 상대로 6경기 4승 2무·조 1위를 차지하며 차기 시즌 리그 C 승격에 성공했다.

#### 2020-21년 리그 C
리그 C 승격 후 첫 시즌인 2020-21 시즌에서 슬로베니아, 그리스, 몰도바 등과 함께 3조에 편성되어 6경기 1승 2무 3패·조 3위로 리그 C 잔류에 성공했다.

#### 2022-23년 리그 C
2022-23 시즌 리그 C에서는 북아일랜드, 키프로스, 그리스와 2조에 편성되어 비록 차기 시즌 리그 B 승격에는 실패했지만 3승 3패·조 2위로 초대 네이션스리그 D에 버금가는 좋은 성적을 거두었다.

## FIFA 월드컵 (본선)
| 년도   | 결과                       | 순위                       | 경기                       | 승                         | 무*                        | 패                         | 득점                       | 실점                       | 승점                       |
| ------ | -------------------------- | -------------------------- | -------------------------- | -------------------------- | -------------------------- | -------------------------- | -------------------------- | -------------------------- | -------------------------- |
| 1930년 | 유고슬라비아로 참가        | 유고슬라비아로 참가        | 유고슬라비아로 참가        | 유고슬라비아로 참가        | 유고슬라비아로 참가        | 유고슬라비아로 참가        | 유고슬라비아로 참가        | 유고슬라비아로 참가        | 유고슬라비아로 참가        |
| 1934년 | 유고슬라비아로 참가        | 유고슬라비아로 참가        | 유고슬라비아로 참가        | 유고슬라비아로 참가        | 유고슬라비아로 참가        | 유고슬라비아로 참가        | 유고슬라비아로 참가        | 유고슬라비아로 참가        | 유고슬라비아로 참가        |
| 1938년 | 유고슬라비아로 참가        | 유고슬라비아로 참가        | 유고슬라비아로 참가        | 유고슬라비아로 참가        | 유고슬라비아로 참가        | 유고슬라비아로 참가        | 유고슬라비아로 참가        | 유고슬라비아로 참가        | 유고슬라비아로 참가        |
| 1950년 | 유고슬라비아로 참가        | 유고슬라비아로 참가        | 유고슬라비아로 참가        | 유고슬라비아로 참가        | 유고슬라비아로 참가        | 유고슬라비아로 참가        | 유고슬라비아로 참가        | 유고슬라비아로 참가        | 유고슬라비아로 참가        |
| 1954년 | 유고슬라비아로 참가        | 유고슬라비아로 참가        | 유고슬라비아로 참가        | 유고슬라비아로 참가        | 유고슬라비아로 참가        | 유고슬라비아로 참가        | 유고슬라비아로 참가        | 유고슬라비아로 참가        | 유고슬라비아로 참가        |
| 1958년 | 유고슬라비아로 참가        | 유고슬라비아로 참가        | 유고슬라비아로 참가        | 유고슬라비아로 참가        | 유고슬라비아로 참가        | 유고슬라비아로 참가        | 유고슬라비아로 참가        | 유고슬라비아로 참가        | 유고슬라비아로 참가        |
| 1962년 | 유고슬라비아로 참가        | 유고슬라비아로 참가        | 유고슬라비아로 참가        | 유고슬라비아로 참가        | 유고슬라비아로 참가        | 유고슬라비아로 참가        | 유고슬라비아로 참가        | 유고슬라비아로 참가        | 유고슬라비아로 참가        |
| 1966년 | 유고슬라비아로 참가        | 유고슬라비아로 참가        | 유고슬라비아로 참가        | 유고슬라비아로 참가        | 유고슬라비아로 참가        | 유고슬라비아로 참가        | 유고슬라비아로 참가        | 유고슬라비아로 참가        | 유고슬라비아로 참가        |
| 1970년 | 유고슬라비아로 참가        | 유고슬라비아로 참가        | 유고슬라비아로 참가        | 유고슬라비아로 참가        | 유고슬라비아로 참가        | 유고슬라비아로 참가        | 유고슬라비아로 참가        | 유고슬라비아로 참가        | 유고슬라비아로 참가        |
| 1974년 | 유고슬라비아로 참가        | 유고슬라비아로 참가        | 유고슬라비아로 참가        | 유고슬라비아로 참가        | 유고슬라비아로 참가        | 유고슬라비아로 참가        | 유고슬라비아로 참가        | 유고슬라비아로 참가        | 유고슬라비아로 참가        |
| 1978년 | 유고슬라비아로 참가        | 유고슬라비아로 참가        | 유고슬라비아로 참가        | 유고슬라비아로 참가        | 유고슬라비아로 참가        | 유고슬라비아로 참가        | 유고슬라비아로 참가        | 유고슬라비아로 참가        | 유고슬라비아로 참가        |
| 1982년 | 유고슬라비아로 참가        | 유고슬라비아로 참가        | 유고슬라비아로 참가        | 유고슬라비아로 참가        | 유고슬라비아로 참가        | 유고슬라비아로 참가        | 유고슬라비아로 참가        | 유고슬라비아로 참가        | 유고슬라비아로 참가        |
| 1986년 | 유고슬라비아로 참가        | 유고슬라비아로 참가        | 유고슬라비아로 참가        | 유고슬라비아로 참가        | 유고슬라비아로 참가        | 유고슬라비아로 참가        | 유고슬라비아로 참가        | 유고슬라비아로 참가        | 유고슬라비아로 참가        |
| 1990년 | 유고슬라비아로 참가        | 유고슬라비아로 참가        | 유고슬라비아로 참가        | 유고슬라비아로 참가        | 유고슬라비아로 참가        | 유고슬라비아로 참가        | 유고슬라비아로 참가        | 유고슬라비아로 참가        | 유고슬라비아로 참가        |
| 1994년 | 유고슬라비아로 참가        | 유고슬라비아로 참가        | 유고슬라비아로 참가        | 유고슬라비아로 참가        | 유고슬라비아로 참가        | 유고슬라비아로 참가        | 유고슬라비아로 참가        | 유고슬라비아로 참가        | 유고슬라비아로 참가        |
| 1998년 | 유고슬라비아로 참가        | 유고슬라비아로 참가        | 유고슬라비아로 참가        | 유고슬라비아로 참가        | 유고슬라비아로 참가        | 유고슬라비아로 참가        | 유고슬라비아로 참가        | 유고슬라비아로 참가        | 유고슬라비아로 참가        |
| 2002년 | 유고슬라비아로 참가        | 유고슬라비아로 참가        | 유고슬라비아로 참가        | 유고슬라비아로 참가        | 유고슬라비아로 참가        | 유고슬라비아로 참가        | 유고슬라비아로 참가        | 유고슬라비아로 참가        | 유고슬라비아로 참가        |
| 2006년 | 세르비아 몬테네그로로 참가 | 세르비아 몬테네그로로 참가 | 세르비아 몬테네그로로 참가 | 세르비아 몬테네그로로 참가 | 세르비아 몬테네그로로 참가 | 세르비아 몬테네그로로 참가 | 세르비아 몬테네그로로 참가 | 세르비아 몬테네그로로 참가 | 세르비아 몬테네그로로 참가 |
| 2010년 | 비회원국                   | 비회원국                   | 비회원국                   | 비회원국                   | 비회원국                   | 비회원국                   | 비회원국                   | 비회원국                   | 비회원국                   |
| 2014년 | 비회원국                   | 비회원국                   | 비회원국                   | 비회원국                   | 비회원국                   | 비회원국                   | 비회원국                   | 비회원국                   | 비회원국                   |
| 2018년 | 예선 탈락                  | 예선 탈락                  | 예선 탈락                  | 예선 탈락                  | 예선 탈락                  | 예선 탈락                  | 예선 탈락                  | 예선 탈락                  | 예선 탈락                  |
| 합계   |                            |                            |                            |                            |                            |                            |                            |                            |                            |

## FIFA 월드컵 (예선)
| 1930년 | 유고슬라비아로 참가                       | 유고슬라비아로 참가                       | 유고슬라비아로 참가                       | 유고슬라비아로 참가                       | 유고슬라비아로 참가                       | 유고슬라비아로 참가                       | 유고슬라비아로 참가                       | 유고슬라비아로 참가                       | 유고슬라비아로 참가                       |
| 1934년 | 유고슬라비아로 참가                       | 유고슬라비아로 참가                       | 유고슬라비아로 참가                       | 유고슬라비아로 참가                       | 유고슬라비아로 참가                       | 유고슬라비아로 참가                       | 유고슬라비아로 참가                       | 유고슬라비아로 참가                       | 유고슬라비아로 참가                       |
| 1938년 | 유고슬라비아로 참가                       | 유고슬라비아로 참가                       | 유고슬라비아로 참가                       | 유고슬라비아로 참가                       | 유고슬라비아로 참가                       | 유고슬라비아로 참가                       | 유고슬라비아로 참가                       | 유고슬라비아로 참가                       | 유고슬라비아로 참가                       |
| 1950년 | 유고슬라비아로 참가                       | 유고슬라비아로 참가                       | 유고슬라비아로 참가                       | 유고슬라비아로 참가                       | 유고슬라비아로 참가                       | 유고슬라비아로 참가                       | 유고슬라비아로 참가                       | 유고슬라비아로 참가                       | 유고슬라비아로 참가                       |
| 1954년 | 유고슬라비아로 참가                       | 유고슬라비아로 참가                       | 유고슬라비아로 참가                       | 유고슬라비아로 참가                       | 유고슬라비아로 참가                       | 유고슬라비아로 참가                       | 유고슬라비아로 참가                       | 유고슬라비아로 참가                       | 유고슬라비아로 참가                       |
| 1958년 | 유고슬라비아로 참가                       | 유고슬라비아로 참가                       | 유고슬라비아로 참가                       | 유고슬라비아로 참가                       | 유고슬라비아로 참가                       | 유고슬라비아로 참가                       | 유고슬라비아로 참가                       | 유고슬라비아로 참가                       | 유고슬라비아로 참가                       |
| 1962년 | 유고슬라비아로 참가                       | 유고슬라비아로 참가                       | 유고슬라비아로 참가                       | 유고슬라비아로 참가                       | 유고슬라비아로 참가                       | 유고슬라비아로 참가                       | 유고슬라비아로 참가                       | 유고슬라비아로 참가                       | 유고슬라비아로 참가                       |
| 1966년 | 유고슬라비아로 참가                       | 유고슬라비아로 참가                       | 유고슬라비아로 참가                       | 유고슬라비아로 참가                       | 유고슬라비아로 참가                       | 유고슬라비아로 참가                       | 유고슬라비아로 참가                       | 유고슬라비아로 참가                       | 유고슬라비아로 참가                       |
| 1970년 | 유고슬라비아로 참가                       | 유고슬라비아로 참가                       | 유고슬라비아로 참가                       | 유고슬라비아로 참가                       | 유고슬라비아로 참가                       | 유고슬라비아로 참가                       | 유고슬라비아로 참가                       | 유고슬라비아로 참가                       | 유고슬라비아로 참가                       |
| 1974년 | 유고슬라비아로 참가                       | 유고슬라비아로 참가                       | 유고슬라비아로 참가                       | 유고슬라비아로 참가                       | 유고슬라비아로 참가                       | 유고슬라비아로 참가                       | 유고슬라비아로 참가                       | 유고슬라비아로 참가                       | 유고슬라비아로 참가                       |
| 1978년 | 유고슬라비아로 참가                       | 유고슬라비아로 참가                       | 유고슬라비아로 참가                       | 유고슬라비아로 참가                       | 유고슬라비아로 참가                       | 유고슬라비아로 참가                       | 유고슬라비아로 참가                       | 유고슬라비아로 참가                       | 유고슬라비아로 참가                       |
| 1982년 | 유고슬라비아로 참가                       | 유고슬라비아로 참가                       | 유고슬라비아로 참가                       | 유고슬라비아로 참가                       | 유고슬라비아로 참가                       | 유고슬라비아로 참가                       | 유고슬라비아로 참가                       | 유고슬라비아로 참가                       | 유고슬라비아로 참가                       |
| 1986년 | 유고슬라비아로 참가                       | 유고슬라비아로 참가                       | 유고슬라비아로 참가                       | 유고슬라비아로 참가                       | 유고슬라비아로 참가                       | 유고슬라비아로 참가                       | 유고슬라비아로 참가                       | 유고슬라비아로 참가                       | 유고슬라비아로 참가                       |
| 1990년 | 유고슬라비아로 참가                       | 유고슬라비아로 참가                       | 유고슬라비아로 참가                       | 유고슬라비아로 참가                       | 유고슬라비아로 참가                       | 유고슬라비아로 참가                       | 유고슬라비아로 참가                       | 유고슬라비아로 참가                       | 유고슬라비아로 참가                       |
| 1994년 | 유고슬라비아로 참가                       | 유고슬라비아로 참가                       | 유고슬라비아로 참가                       | 유고슬라비아로 참가                       | 유고슬라비아로 참가                       | 유고슬라비아로 참가                       | 유고슬라비아로 참가                       | 유고슬라비아로 참가                       | 유고슬라비아로 참가                       |
| 1998년 | 유고슬라비아로 참가                       | 유고슬라비아로 참가                       | 유고슬라비아로 참가                       | 유고슬라비아로 참가                       | 유고슬라비아로 참가                       | 유고슬라비아로 참가                       | 유고슬라비아로 참가                       | 유고슬라비아로 참가                       | 유고슬라비아로 참가                       |
| 2002년 | 유고슬라비아로 참가                       | 유고슬라비아로 참가                       | 유고슬라비아로 참가                       | 유고슬라비아로 참가                       | 유고슬라비아로 참가                       | 유고슬라비아로 참가                       | 유고슬라비아로 참가                       | 유고슬라비아로 참가                       | 유고슬라비아로 참가                       |
| 2006년 | 세르비아 몬테네그로로 참가                | 세르비아 몬테네그로로 참가                | 세르비아 몬테네그로로 참가                | 세르비아 몬테네그로로 참가                | 세르비아 몬테네그로로 참가                | 세르비아 몬테네그로로 참가                | 세르비아 몬테네그로로 참가                | 세르비아 몬테네그로로 참가                | 세르비아 몬테네그로로 참가                |
| 2010년 | 비회원국                                  | 비회원국                                  | 비회원국                                  | 비회원국                                  | 비회원국                                  | 비회원국                                  | 비회원국                                  | 비회원국                                  | 비회원국                                  |
| 2014년 | 비회원국                                  | 비회원국                                  | 비회원국                                  | 비회원국                                  | 비회원국                                  | 비회원국                                  | 비회원국                                  | 비회원국                                  | 비회원국                                  |
| 2018년 | 10                                        | 0                                         | 1                                         | 9                                         | 3                                         | 24                                        | 1                                         |                                           |                                           |
| 합계   | 10                                        | 0                                         | 1                                         | 9                                         | 3                                         | 24                                        | 1                                         |                                           |                                           |
| 순위   | 월드컵 예선 승점 순위 : 212위 (유럽 55위) | 월드컵 예선 승점 순위 : 212위 (유럽 55위) | 월드컵 예선 승점 순위 : 212위 (유럽 55위) | 월드컵 예선 승점 순위 : 212위 (유럽 55위) | 월드컵 예선 승점 순위 : 212위 (유럽 55위) | 월드컵 예선 승점 순위 : 212위 (유럽 55위) | 월드컵 예선 승점 순위 : 212위 (유럽 55위) | 월드컵 예선 승점 순위 : 212위 (유럽 55위) | 월드컵 예선 승점 순위 : 212위 (유럽 55위) |

## UEFA 유럽 축구 선수권 대회
- 1960년 ~ 1992년 - 유고슬라비아 사회주의 연방 공화국 참조
- 1996년 ~ 2000년 - 유고슬라비아 연방 공화국 참조
- 2004년 - 세르비아 몬테네그로 참조
- 2008년 ~ 2016년 - 세르비아 참조
- 2020년 - 예선 탈락

## 역대 감독
| 감독                  | 임기        |
| --------------------- | ----------- |
| 프리모시 글리하(대행) | 2021 ~ 2022 |
| 프리모시 글리하       | 2023        |

## 같이 보기
- 코소보 여자 축구 국가대표팀